# 社会工程
社会工程（英語：social engineering）是社会科学中的一门学科，是指通过政府、媒体或私人团体大规模影响特定的态度和社會行為，以便在目标人群中产生所需的特性。社会工程也可以从哲学上理解为一种实现新的社会建构的意图和目标的确定性现象。
社会工程师使用科学方法来分析和理解社会制度，以便设计适当的方法，从而在人类对象中取得期望的结果。

## 概述
关键决策会影响亿万人的安全和生存。德国社会学家斐迪南·滕尼斯在其1905年的研究《社会结构的当前问题》（The Present Problems of Social Structure）提出的科学理论指出，社会不能再使用过时的社会管理方法良好运作。为获得最佳结果，所有结论和决定都必须使用最先进的技术，并包括可应用于社会结构的可靠统计数据。据此，社会工程学是一种基于数据的科学体系，用于开发可持續设计，从而实现智慧地管理地球资源以及人力资本，使人群中拥有最高水平的自由、繁荣和幸福。
任何组织都可以进行社会工程，无关规模、公共或私营部门的赞助。社会工程中的最系统、最普遍的运动是一些由强大的中央政府及权力机关进行的，它们广泛地在管辖境内对个人和文化施加影响。由于专制政权的滥用和其他非包容性的社会工程试验，该词在某些情况下带有贬义。
社会工程学可以用作获得各种不同结果的手段，例子包括使用它的不同政府和其他组织。第二次世界大战后，随着电视的出现，关于这种操纵可能性的讨论变得尤为活跃，而对社会工程技术（尤其是廣告和有偏见的新闻）的讨论在西方消费资本主义模型中仍未间断，且十分重要。
R. D. Ingthorsson指出，人类从出生起就是一个生物，但是从那时起就通过社会影响（教养/社會化）而成为一个人，从这个意义上说，他是一种社会建构，是社会的产物。

## 历史
荷兰实业家J.C. Van Marken于1894年在一篇文章中引入了术语“sociale ingenieurs”（荷兰语“社会工程师”，对应英语“social engineers”）。他的理念是，现代雇主在应对人为的挑战时需要专家的帮助，就像他们需要技术专长（传统工程师）来应对非人为挑战（材料、机器、过程）一样。1899年，该术语在美国出现，当时“社会工程”这一概念也因这类社会工程师的使命而得名。《社会工程学》（Social engineering）是1899年一个小型期刊的标题（1900年更名为《社会服务》Social Service）；1909年，该期刊的前编辑威廉·H·托曼（William H. Tolman）的一本书以此为标题（1910年译为法文）。这标志着Van Marken创造的术语的本义用法终结。随着社会福音运动社会学家埃德温·L·厄普（Edwin L. Earp）的《社会工程师》（The Social Engineer）在美国1911年的“效率狂热”（efficiency craze）期间出版，该术语的新用法开始出现，此后逐渐成为标准：“社会工程”指的是将社会关系视为“机器”的方法，而这些“机器”要以技术工程师的方式应对。
实施社会工程的先决条件是有大量关于欲实施工程的社会的可靠信息，以及实施工程的有效的工具。在过去百年间，获取此类信息的难度大大降低。在印刷机发明之前，富人以外的群体很难获得可靠的信息，因为用于传递信息的媒体过于昂贵。随着信息时代的兴起，信息可以以前所未有的规模进行分配和生产。同样，数字技术也增加了有效工具的种类和使用范围。但是，它也产生了可靠性存疑的信息。

## 案例
最为彻底的社会工程运动出现在一些威权主义政府的国家中。而非威权政府则倾向于依靠更持久的社会工程运动来创造更渐进但最终影响深远的变革。政府也会通过内置于诸如经济政策和税收政策中的激励和抑制措施来更微妙地影响行为，而且这已经持续了几个世纪。
1920年代， 苏联政府开始了一场运动，从根本上改变了苏联公民的行为和理想，用新的苏联文化取代了俄罗斯帝国的旧社会框架，创造了苏维埃新人。苏联使用报纸、书籍、电影、大规模移民，甚至建筑设计手法来充当“社会凝聚器”，并改变个人价值观和私人关系。更负面的例子有政治处决（例如1952年莫斯科“被谋杀的诗人之夜”），可能还有对成为大屠杀受害者的恐惧，它们在苏俄的社会工程框架中发挥了重要作用。类似的例子包括中华人民共和国的“大跃进”（1958–1961）和“文化大革命”（1966–1976），以及红色高棉对柬埔寨的反城市化改造（1975–1979）。
在新加坡，政府的住房政策试图在所有政府补贴的组屋区内促进种族融合，以增强种族和社会凝聚力，同时为公民提可负担的住房。
美国的“毒品戰爭”、知识产权和著作權范围的不断扩大，以及作为政治工具的对選舉的宣传。迄今为止，这三个例子中最成功的推广选举的运动已经进行了两个多世纪。
在英国和加拿大的法律体系中，改变公众对行为的态度被接受为法律禁止一些行为的主要作用之一。
1920年代，魏玛德国法蘭克福學派的社会理论家，例如狄奧多·阿多諾，观察到了大众文化的新现象，并对其新的操纵力发表了评论。由于纳粹党兴起，这些理论家于1930年左右离开德国，其中许多人在美国结成了法兰克福社会科学研究所（University of Frankfurt Institute for Social Research）。納粹德國成立后，新政府还利用各种方法来影响政治态度并重新定义个人关系。約瑟夫·戈培爾领导下的国民教育与宣传部是塑造公众舆论的协调、精细且有效的工具。
1967-1974年希臘軍政府時期，政府试图不仅通过政治宣传，也通过发明新的词语和口号，例如palaiokommatismos（旧党）、Ellas Ellinon Christianon（基督教希腊人的希腊）和Ethnosotirios Epanastasis（救国革命，意为政變），来操纵希腊民众的观点。
1970年代，坦桑尼亚政府在维吉吉行动（Vijiji Operation）中进行了强制性村镇化政策，以促进集体农业。
在埃及，2013年以来，威权政府和由情报机构、军方控制的媒体实施了社会工程。他们策划了一场政变，推翻了首位民选总统穆罕默德·穆尔西。媒体一直批评穆尔西任总统一职期间的一举一动，这激起了民众对他的强烈反对，导致民众于2013年6月30日在解放广场上示威。穆尔西的许多支持者走上街头支持他。后来，他们被定性为“恐怖分子”，阿卜杜勒-法塔赫·塞西将军要求穆尔西为他制止恐怖主义提供支持，他们随后在拉巴大屠杀中被杀害或被捕入狱。此后，塞西一直通过控制媒体和伪造证据和新闻等社会工程来获得支持，封锁任何反对他的新闻社和VPN提供商，以阻止公民获得除他控制的新闻以外的任何新闻来源。社会工程还被用于命令学童重复支持西西的话，例如“塞西总统万岁”。该视频在Facebook上经分享后，有150万人观看。许多埃及人认为，这是在孩子心中留下的印记，目的是改变他们的行为和思想，他们担心会发生另一场革命，就像2011年1月的罢免总统胡斯尼·穆巴拉克并由青年和年轻人领导的革命。这类似于纳粹德国中希特勒对儿童的利用。

## 卡尔·波普尔
卡尔·波普尔在其经典的政治科学著作《開放社會及其敵人》（第一卷《柏拉图的符咒》，1945）中考察了批判性和理性的科学方法在开放社会问题中的应用。在这方面，他在民主社会工程学（他称之为“零星社会工程”）和乌托邦社会工程学之间做出了至关重要的区分。
波普尔写道：
因此，零星工程将采取找寻社会上最重大最紧迫的恶行并与之斗争的方法，而不是追求其最大的终极的善，并为之奋斗的方法。
根据波普尔的说法，“零星社会工程”和“乌托邦社会工程”之间的区别是：
它是一种改善人类命运遭际的明智的方法与另一种方法之间的区别，后者假如真的加以尝试，会很容易地导致不可容忍地加剧人类苦难。其区别在于，前者可以在任何时间加以运用，而后者的主张会容易成为持续的拖延行动的手段，把行动拖延到以后各种条件更为有利的时候。其区别还在于，前者是迄今为止在任何时候、任何地点（我们将看到，包括苏俄在内）推一真正取得成功的改善事物状况的方法；而后者，无论在哪里，只要加以采用，就会导致采用暴力而不是采用理性，如果不是导致放弃这个方法本身，至少也得导致放弃原来的蓝图。

## 延伸阅读
- "The Best That Money Can’t Buy: Beyond Politics, Poverty, and War （页面存档备份，存于）", Jacque Fresco, 2002.
- Peter Swirski. American Utopia and Social Engineering in Literature, Social Thought, and Political History. New York, Routledge, 2011.
- Charles Arthur Willard. Liberalism and the Social Grounds of Knowledge. Chicago: University of Chicago Press, 1992.
- Manufacturing Consent: The Political Economy of the Mass Media. Noam Chomsky. 1998.
- Seeing Like a State （页面存档备份，存于）. James C. Scott. 1999.
- Social Engineering （页面存档备份，存于）. Adam Podgórecki. 1996.